# Torrinha
Torrinha est une municipalité brésilienne de l'État de São Paulo et la Microrégion de Rio Claro.